# Seututie 827
Pour les articles homonymes, voir Route 827.
La route régionale 827 (finnois : Seututie 827) est une route régionale allant de Kalajoki à Muhos en Finlande,,.

## Présentation
La seututie 827 est une route régionale d'Ostrobotnie du Nord.
La route par du village Ala-Temmes de Liminka, traverse Rautia et se termine au village 	Soso de Muhos après un parcours de 22 kilomètres.
La partie méridionale de la route traverse les vastes plaibes champêtres de Liminka-Tyrnävä. La caractéristique la plus notable est la courbure de la route dans les zones champêtres en raison des anciennes limites, tandis que dans les zones forestières, l'alignement de la route est rectiligne.